# ستانلی (اسکندریه)
ستانلی (به عربی: ستانلی) یک محله در مصر است که در استان اسکندریه واقع شده‌است.